# Golul Alpin al Munților Făgăraș între Podragu - Suru
Golul Alpin al Munților Făgăraș între Podragu - Suru este o arie protejată de interes național ce corespunde categoriei a IV-a IUCN (rezervație naturală de tip mixt), situată în sud-estul Transilvaniei, pe teritoriul județului Județul Sibiu.

## Localizare
Aria naturală se află în extremitatea sud-estică a județului Sibiu (la limita de graniță cu județele Vâlcea și Argeș în sud și Brașov în est), pe teritoriul administrative al orașului Avrig și pe cel al comunei Arpașu de Jos. Aceasta acoperă aria nordică a Munților Făgăraș, sectorul glaciar central al masivului aflat în Carpații Meridionali

## Descriere
Rezervația naturală a fost declarată arie protejată prin Legea Nr.5 din 6 martie 2000 (privind aprobarea Planului de amenajare a teritoriului național - Secțiunea a III-a - zone protejate) și se întinde pe o suprafață de 6.989,20 ha. Aria protejată  reprezintă golul alpin ce se desfășoară între Vârful Podragu (2.482 m.) și Vârful Suru (2.281 m.). Teritoriul rezervației cuprinde zone cu stâncării, căldări suspendate, lacuri glaciare (Lacul Bâlea, Lacul Podragu, Lacul Doamnei, Lacul Avrig, Lacul Podrăgel, Lacul Călțun), morene, culmi abrupte, văii, izvoare, pășuni alpine și zone împădurite.

## Biodiversitate
Rezervația naturală fost înființată în scopul protejării biodiversității și menținerii într-o stare de conservare favorabilă a florei și faunei sălbatice din nordul Munților Făgăraș (grupă montană aparținând lanțului carpatic al Meridionalilor).

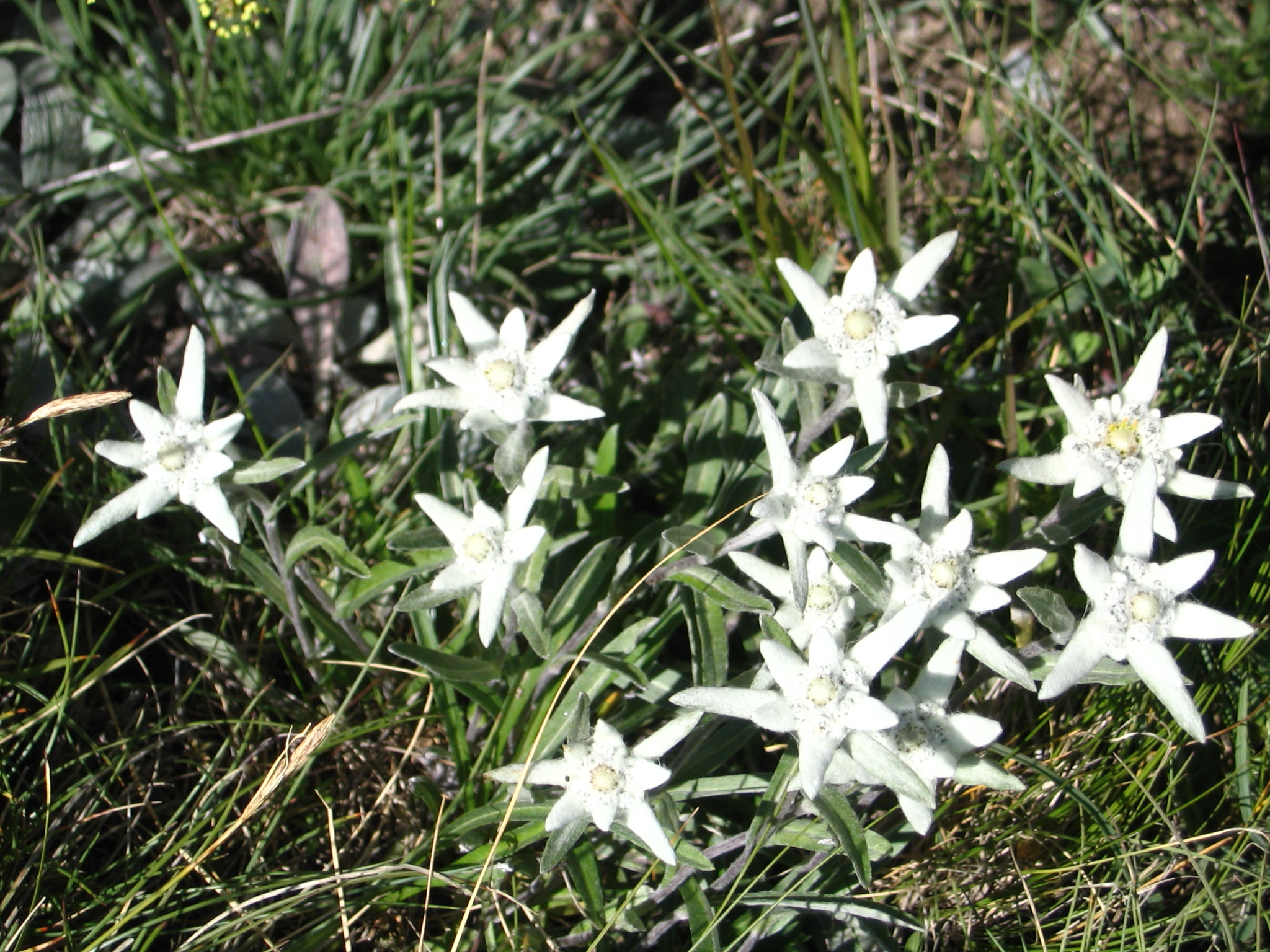
Floare de colț (Leontopodium alpinum Cass)

Flora lemnoasă are în componență specii dominante (în partea inferioară) de fag (Fagus sylvatica) în asociere cu mesteacăn (Betula pendula), salcie căprească (Salix capreea), plop tremurător (Populus tremula) sau anin; urmând etajul coniferelor, cu specii de brad (Abies), molid (Picea abies), pin (Pinus), tisă (Taxus baccata), zâmbru (Pinus cembra) și zadă (Larix); arbusti de jneapăn (Pinus mugo), ienupăr (Juniperus communis) sau afin (Vaccinum myrtillus L.). 
Vegetația ierboasă de pajiști și stâncărie este alcătuită din rarități floristice cu specii de: sângele voinicului (Nigritella rubra), floare de colț (Leontopodium alpinium Cass), smârdar (Rhododendron kotschyi), iederă albă (Daphne blagazana), gențiană (Gentiana clusii), rușuliță (Hieradum aurantiacum) sau omagul galben (Aconitum anthora).
Fauna este reprezentată de o gamă diversă de specii; dintre care unele protejate la nivel european sau aflate pe lista roșie a IUCN.
Specii de mamifere: urs brun (Urasus arctos), capră neagră (Rupicapra rupicapra), cerb (Cervus elaphus), căprioară (Capreolus capreolus), lup cenușiu (Canis lupus), vulpe (Vulpes vulpes crucigera), mistreț (Sus scrofa), râs eurasiatic (Lynx lynx) sau veveriță (Sciurus carolinensis); 
Păsări: cocoșul de munte (Tetrao urogallus), uliu (Accipiter), acvilă (Aquila), pajură, vultur, mierlă (Turdus merula), sturzul (Turdus pilaris), codobatură (Motacilla alba L.), ciocănitoare (gen din familia Picoides); precum și mai multe specii de insecte, reptile și pești.

## Monumente și atracții turistice
În vecinătatea ariei protejate se află mai multe obiective de interes istoric, cultural și turistic; astfel:

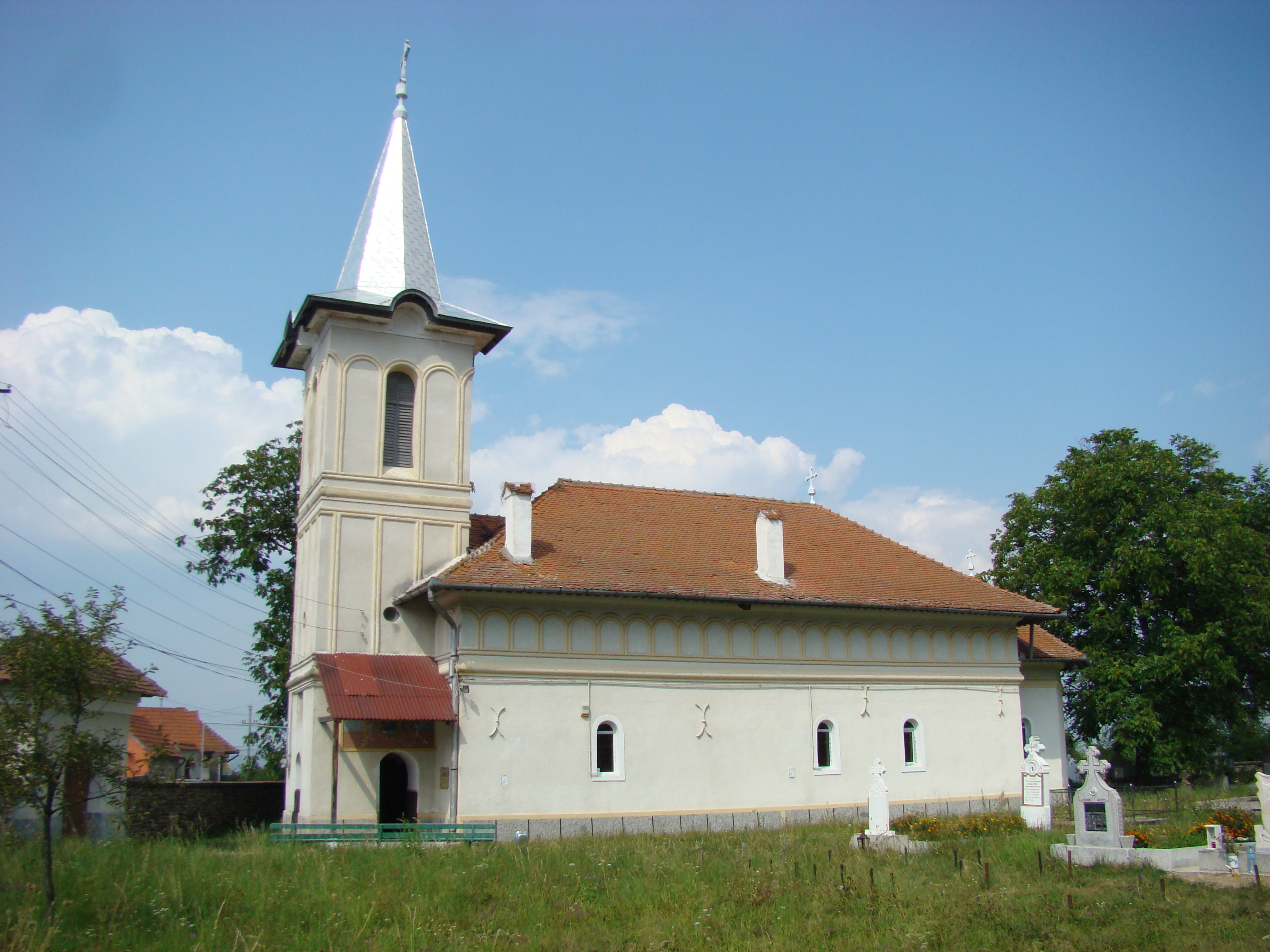
Biserica „Adormirea Maicii Domnului” din Arpașu de Sus

- Biserica "Adormirea Maicii Domnului" din satul Arpașu de Sus, construcție 1791, monument istoric.
- Ansamblul bisericii evanghelice fortificate din Avrig (Biserica evanghelică și incinta fortificată), construcție 1270-1280, monument istoric.
- Biserica "Duminica Floriilor" din Avrig, construcție secolul al XVIII-lea, monument istoric.
- Biserica „Sfântul Mare Mucenic Gheorghe” din Arpașu de Sus
- Ansamblul castelului Brukenthal din Avrig (castelul, oranjeria și parcul dendrologic), construcție 1270-1280, monument istoric.
- Casa memorială „Gheorghe Lazăr” din Avrig, construcție secolul al XIX-lea, monument istoric.
- Rezervațiile naturale: Lacul Tătarilor și Valea Bâlii.
- Situl arheologic "Cetățeaua" de la Arpașu de Jos (Hallstatt, sec. I a. Chr.- I p. Chr., Cultura geto - dacică).
- Transfăgărășanul (DN7C), unul din cele mai spectaculoase drumuri din România, care leagă Muntenia de Transilvania.